# FOSM
FOSM (vjerojatno od Free Open Street Map) je projekt virtualne zajednice s ciǉem stvaraǌa slobodne, svima dostupne karte koju svatko može sam i dorađivati, a koja od svojih doprinositeǉa ne traži odricaǌe prava odlučivaǌa ili drugih prava.
Projekt je nastao otcjepǉeǌem od projekta OpenStreetMap (OSM), kao odgovor na promjenu licence i uvjeta za doprinositeǉe koje je nametnula zaklada OpenStreetMap. Temeǉna razlika jest licencija. FOSM i daǉe koristi Creative Commons Attribution-ShareAlike 2.0 licenciju, te od doprinositeǉa ne traži pristanak na posebne uvjete prije dopuštaǌa rada na karti.
U ostalim tehničkim vidovima su ova sustava i daǉe slična. Karte, odnosno kartografski podaci na FOSM sustavu su doprinosi suradnika, a uglavnom nastaju korištenjem GPS uređaja, zračnim fotografiranjem, iz drugih slobodnih izvora, ili jednostavno poznavanjem zemljišta, odnosno naselja. Karte, bilo kao strojno generirane slike ili kao sami vektorski podaci, su u projektu FOSM i daǉe raspoloživi za preuzimanje prema Creative Commons Attribution-ShareAlike 2.0 licenciji,
.
Zbog razlika u licenciji koje su nastupile oprilike u rujnu 2012. godine, podaci iz sustava OpenStreetMap se više ne mogu prenositi u sustav FOSM, niti obratno. Doprinositeǉi koji to žele mogu i daǉe neovisno svoje doprinose unositi u oba sustava.
Sustav FOSM, poput sustava OpenStreetMap, se sastoji od cjelina koje ukǉučuju:
- središǌi dio
  - bazu podataka koja čuva pohranjene sve kartografske podatke
  - sustavi za crtaǌe karte (npr. Mapnik, Osmarender i drugi)
  - web poslužiteǉ za prikaz i uređivaǌe karata (ovo je glavni način putem kojeg korisnici koriste karte)
- samostalni dijelovi (koji su seovisni od središǌeg sustava i stoga upotrebǉivi kod spajaǌa i na sustav FOSM i na sustav OpenStreetMap)
  - samostalni programi za uređivaǌe karata (npr. JOSM i Merkaator)
  - sučeǉe s razmjenu kartografskih podataka (koriste ga samostalni programi za uređivaǌe karte kako pristupili bazi kartografskih podataka)
  - sučeǉe za razmjenu programskog koda (programi na kojima se projekt zasniva su otvorenog kôda tako da ih korisnici mogu preuzeti, pa i nadopuniti)
  - samostalni programi za crtanje karata, tražeǌe optimalnog puta i drugo.

## Vaǌske poveznice
- FOSM stranica projekta
- on-line karta
- forum za razgovor sudionika
- FOSM wiki stranica  Arhivirana inačica izvorne stranice od 8. svibnja 2013. (Wayback Machine)
- blog stranica
- GitHub stranica
- IdeaScale stranica za razmjenu ideja vezanih za FOSM projekt  Arhivirana inačica izvorne stranice od 9. svibnja 2013. (Wayback Machine)
- FOSM stranica na projektu OpenStreetMap